# Primera División 2012/2013
Soutěžní ročník Primera División 2012/13 (podle sponzora zvaný taktéž Liga BBVA 12/13 nebo Liga Nacional de Fútbol Profesional, LFP), byl 82. ročníkem nejvyšší španělské fotbalové ligy Primera División. Soutěž byla započata 18. srpna 2012 a poslední kolo se odehrálo 1. června 2013. Soutěže se zúčastnilo celkem 20 týmů. Sedmnáct jich postoupilo z předchozího ročníku a spadnuvší týmy nahradily 3 nové ze Segunda División.
Obhájcem mistrovského titulu z ročníku 2011/12 byl Real Madrid, s celkovým počtem 32 titulů rekordman soutěže, který po třech sezonách sesadil z pozice mistra Barcelonu. Právě tyto dva kluby byly v posledních letech prakticky jedinými favority na titul. Například v předcházejícím ročníku zvítězil Real Madrid se ziskem 100 bodů, druhá Barcelona získala bodů 91 a tým na třetím místě, Valencia CF, pouhých 61 bodů.
V každoročním Superpoháru Supercopa de España, kde se utká vítěz Primera División a vítěz Copa del Rey, se i v ročníku 2012 utkaly týmy FC Barcelona, jako vítěz Copa del Rey 2011/12 a Real Madrid, jako vítěz Primera División 2011/12. Nakonec těsně zvítězil Real Madrid a ukořistil pro sebe první trofej sezony.
V lize ovšem vládla Barcelona. Od počátku až do konce soutěže se držela na čele s dostačujícím náskokem a v konečné tabulce zvítězila s náskokem 15 bodů na druhý Real Madrid. Katalánci slavili už po 34 kolech, když jim k titulu pomohlo zaváhaní Realu. FC Barcelona získala už čtvrtý triumf v posledních pěti letech a v historii má na kontě už 22 titulů.

## Průběh ročníku

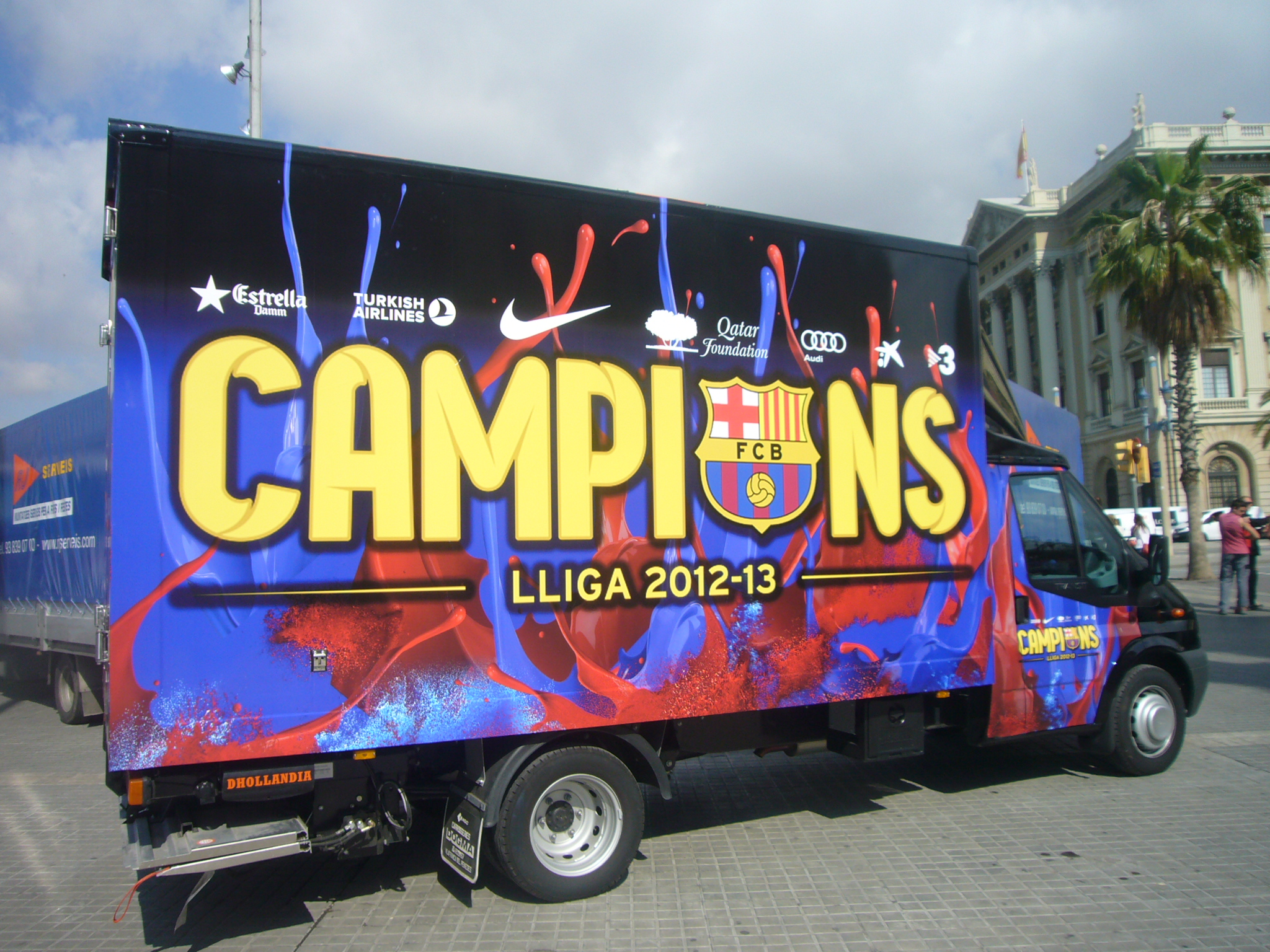
Po roční pauze mohla FC Barcelona opět slavit titul.

Poté, co FC Barcelona přišla v souboji s Realem o mistrovský titul i o Supercopa de España, měla velkou motivaci svého úhlavního rivala předčit v Primera División. Do soutěže vstoupila impozantně. Předtím, než přišla v rámci 7. kola remíza v El Clásicu, zvítězila ve všech 6 utkáních a vybudovala si náskok dvou bodů na druhé Atlético Madrid. Real začal soutěž o poznání hůře a po 6 kolech na 6. místě ztrácel už osm bodů.
Počínaje osmým kolem začala velká vítězná série Barcelony, která skončila až ve 20. kole. Dvanáct výher v řadě a 45 vstřelených branek, taková byla bilance této série, během níž si Barca zajistila rozhodující náskok. Po polovině soutěže byla tabulka následující:
1. FC Barcelona 55 bodů, 2. Atlético Madrid 44 bodů, 3. Real Madrid 37 bodů.
První porážka Barcelony přišla až ve 20. kole, ale poté následovaly další výhry a náskok se neztenčoval. Nic na tom nezměnila ani porážka na Estadio Santiago Bernabéu, kde podlehla Realu Madrid 1–2. Real se ale díky této výhře dostal poprvé v sezoně na druhou příčku a už ji neopustil. Barcelona si titul zajistila ve 35. kole, a to díky ztrátě Realu, která znamenala, že už ji žádný klub nemohl z 1. příčky sesadit. V konečné tabulce měla Barcelona náskok 15 bodů na druhý Real a 24 bodů na třetí Atlético Madrid.
K titulu Barceloně pomohl 46 brankami Lionel Messi, který s přehledem ovládl střeleckou soutěž.
Do Ligy mistrů UEFA postoupili kromě Barcelony, Realu a Atlética i hráči týmu Real Sociedad a do Evropské ligy postoupili, i díky vítězství týmu Atlético Madrid v Copa del Rey 2012/13 (postup do LM), Valencia CF (5. místo), Betis Sevilla (7. místo) a Sevilla FC (9. místo). Poslední dva celky se na místa v Evropských pohárech posunuly díky vyloučení týmu Málaga CF a Rayo Vallecano ze soutěží UEFA.

## Složení ligy v tomto ročníku

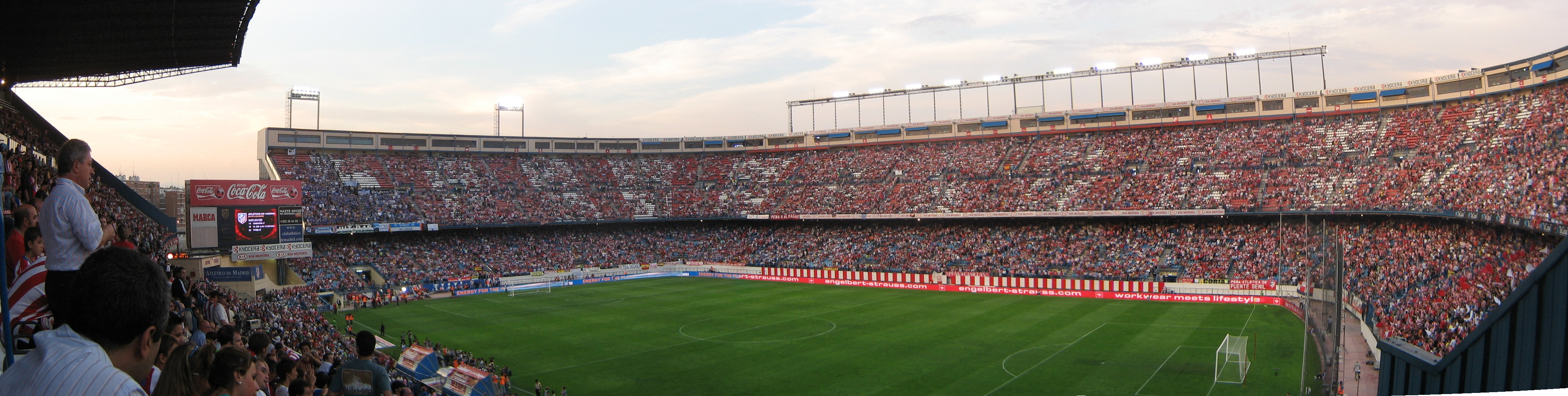
Estadio Vicente Calderón, stadion týmuAtlético Madrid, kapacita 54.960 míst

Po minulém ročníku soutěž opustily poslední tři týmy. Do Segunda División sestoupil osmnáctý Villarreal CF, devatenáctí Sporting de Gijón a dvacátí Racing de Santander. Překvapením byl sestup Villarrealu, který v sezoně 2010/11 obsadil 4. pozici a účastnil se i Ligy mistrů 2011/12.
Tyto tři týmy byly nahrazeny vítězem Segunda División 2011/12, kterým bylo Deportivo de La Coruña, a druhým týmem - Celta de Vigo. Třetím postupujícím byl vítěz Národního Play Off, kterým se stal 3. tým druhé ligy Real Valladolid. Deportivo se do soutěže vrátilo po jediné sezoně, ostatní dva postupující nechyběli v Primera División déle než 5 sezon.
| Klub                   | 2011/12          | Město         | Stadión                   |
| ---------------------- | ---------------- | ------------- | ------------------------- |
| Athletic Bilbao        | 10.              | Bilbao        | San Mamés                 |
| Atlético Madrid        | 5.               | Madrid        | Vicente Calderón          |
| FC Barcelona           | Stříbrná medaile | Barcelona     | Camp Nou                  |
| Betis Sevilla          | 13.              | Sevilla       | Benito Villamarín         |
| Celta de Vigo          | 2. liga          | Vigo          | Balaídos                  |
| Deportivo de La Coruña | 2. liga          | A Coruña      | Municipal de Riazor       |
| RCD Espanyol           | 14.              | Barcelona     | Estadi Cornellà-El Prat   |
| Getafe CF              | 11.              | Getafe        | Coliseum Alfonso Pérez    |
| Granada CF             | 17.              | Granada       | Nuevo Los Cármenes        |
| Levante UD             | 6.               | Valencie      | Estadi Ciutat de València |
| Málaga CF              | 4.               | Málaga        | La Rosaleda               |
| RCD Mallorca           | 8.               | Palma         | Iberostar Estadio         |
| CA Osasuna             | 7.               | Pamplona      | Estadio Reyno de Navarra  |
| Rayo Vallecano         | 15.              | Madrid        | Estadio de Vallecas       |
| Real Madrid            | Zlatá medaile    | Madrid        | Santiago Bernabéu         |
| Real Sociedad          | 12.              | San Sebastián | Estadio Anoeta            |
| Real Valladolid        | 2. liga          | Valladolid    | Nuevo José Zorrilla       |
| Sevilla FC             | 9.               | Sevilla       | Ramón Sánchez Pizjuán     |
| Valencia CF            | Bronzová medaile | Valencie      | Estadio Mestalla          |
| Real Zaragoza          | 16.              | Zaragoza      | La Romareda               |

## Tabulka
| Poř. | Tým                    | Z  | V  | R  | P  | VG  | OG | B   |
| ---- | ---------------------- | -- | -- | -- | -- | --- | -- | --- |
| 1.   | FC Barcelona           | 38 | 32 | 4  | 2  | 115 | 40 | 100 |
| 2.   | Real Madrid            | 38 | 26 | 7  | 5  | 103 | 42 | 85  |
| 3.   | Atlético Madrid        | 38 | 23 | 7  | 8  | 65  | 31 | 76  |
| 4.   | Real Sociedad          | 38 | 18 | 12 | 8  | 70  | 49 | 66  |
| 5.   | Valencia CF 1          | 38 | 19 | 8  | 11 | 67  | 54 | 65  |
| 6.   | Málaga CF 2            | 38 | 16 | 9  | 13 | 53  | 50 | 57  |
| 7.   | Betis Sevilla 1        | 38 | 16 | 8  | 14 | 57  | 56 | 56  |
| 8.   | Rayo Vallecano 3       | 38 | 16 | 5  | 17 | 50  | 66 | 53  |
| 9.   | Sevilla FC 1           | 38 | 14 | 8  | 16 | 58  | 54 | 50  |
| 10.  | Getafe CF              | 38 | 13 | 8  | 17 | 43  | 57 | 47  |
| 11.  | Levante UD             | 38 | 12 | 10 | 16 | 40  | 57 | 46  |
| 12.  | Athletic Bilbao        | 38 | 12 | 9  | 17 | 44  | 65 | 45  |
| 13.  | RCD Espanyol           | 38 | 11 | 11 | 16 | 43  | 52 | 44  |
| 14.  | Real Valladolid        | 38 | 11 | 10 | 17 | 49  | 58 | 43  |
| 15.  | Granada CF             | 38 | 11 | 9  | 18 | 37  | 54 | 42  |
| 16.  | CA Osasuna             | 38 | 10 | 9  | 19 | 33  | 50 | 39  |
| 17.  | Celta de Vigo          | 38 | 10 | 7  | 21 | 37  | 52 | 37  |
| 18.  | RCD Mallorca           | 38 | 9  | 9  | 20 | 43  | 72 | 36  |
| 19.  | Deportivo de La Coruña | 38 | 8  | 11 | 19 | 47  | 70 | 35  |
| 20.  | Real Zaragoza          | 38 | 9  | 7  | 22 | 37  | 62 | 34  |

Poznámky:
- Z = Odehrané zápasy; V = Vítězství; R = Remízy; P = Prohry; VG = Vstřelené góly; OG = Obdržené góly; B = Body
- 1  Vítěz, Atlético Madrid, i finalista, Real Madrid, Copa del Rey 2012/13 si zajistili účast v Lize mistrů UEFA, takže pozici pro vítěze Copa del Rey v základní skupině Evropské ligy UEFA přebral 5. tým tabulky – Valencia CF. Posouvají se i další dvě místa v EL.
- 2  Málaga CF byla z finančních důvodů vyloučena ze všech soutěží UEFA pro sezonu 2013/14. Klub podal odvolání, ale Úřad pro kontrolu finanční situace UEFA trest potvrdil.
- 3  Rayo Vallecano přišel z finančních důvodů o licenci RFEF a byl tak automaticky vyloučen ze všech soutěží UEFA pro sezonu 2013/14.

|  | Přímý postup do Ligy mistrů 2013/14              |
|  | Postup do Play-off Ligy mistrů 2013/14           |
|  | Přímý postup do Evropské Ligy UEFA 2013/14       |
|  | Postup do Play-off Evropské Ligy UEFA 2013/14    |
|  | Postup do 3. předkola Evropské Ligy UEFA 2013/14 |
|  | Sestup do Segunda División                       |

### Postavení týmů po jednotlivých kolech
| Klub            | 1  | 2  | 3  | 4  | 5  | 6  | 7  | 8  | 9  | 10 | 11 | 12 | 13 | 14 | 15 | 16 | 17 | 18 | 19 | 20 | 21 | 22 | 23 | 24 | 25 | 26 | 27 | 28 | 29 | 30 | 31 | 32 | 33 | 34 | 35 | 36 | 37 | 38 |
| --------------- | -- | -- | -- | -- | -- | -- | -- | -- | -- | -- | -- | -- | -- | -- | -- | -- | -- | -- | -- | -- | -- | -- | -- | -- | -- | -- | -- | -- | -- | -- | -- | -- | -- | -- | -- | -- | -- | -- |
| Barcelona       | 1  | 1  | 1  | 1  | 1  | 1  | 1  | 1  | 1  | 1  | 1  | 1  | 1  | 1  | 1  | 1  | 1  | 1  | 1  | 1  | 1  | 1  | 1  | 1  | 1  | 1  | 1  | 1  | 1  | 1  | 1  | 1  | 1  | 1  | 1  | 1  | 1  | 1  |
| Real Madrid     | 9  | 14 | 9  | 12 | 7  | 6  | 5  | 4  | 4  | 3  | 3  | 3  | 3  | 3  | 3  | 3  | 3  | 3  | 3  | 3  | 3  | 3  | 3  | 3  | 3  | 3  | 2  | 2  | 2  | 2  | 2  | 2  | 2  | 2  | 2  | 2  | 2  | 2  |
| Atlético Madrid | 9  | 4  | 2  | 2  | 2  | 2  | 2  | 2  | 2  | 2  | 2  | 2  | 2  | 2  | 2  | 2  | 2  | 2  | 2  | 2  | 2  | 2  | 2  | 2  | 2  | 2  | 3  | 3  | 3  | 3  | 3  | 3  | 3  | 3  | 3  | 3  | 3  | 3  |
| Real Sociedad   | 20 | 12 | 16 | 10 | 14 | 8  | 13 | 15 | 14 | 17 | 13 | 9  | 12 | 9  | 9  | 9  | 7  | 9  | 9  | 9  | 9  | 8  | 7  | 6  | 6  | 6  | 5  | 4  | 4  | 4  | 4  | 4  | 4  | 4  | 4  | 4  | 5  | 4  |
| Valencia        | 12 | 13 | 17 | 11 | 15 | 10 | 14 | 9  | 11 | 9  | 9  | 8  | 11 | 12 | 10 | 11 | 9  | 8  | 7  | 7  | 7  | 6  | 5  | 5  | 5  | 5  | 7  | 5  | 6  | 5  | 6  | 5  | 6  | 5  | 5  | 5  | 4  | 5  |
| Málaga          | 6  | 8  | 4  | 3  | 4  | 3  | 3  | 3  | 3  | 5  | 5  | 5  | 4  | 5  | 4  | 4  | 4  | 4  | 5  | 5  | 4  | 4  | 4  | 4  | 4  | 4  | 4  | 6  | 5  | 6  | 5  | 6  | 5  | 6  | 6  | 6  | 6  | 6  |
| Betis Sevilla   | 2  | 9  | 13 | 8  | 6  | 9  | 4  | 6  | 5  | 4  | 4  | 6  | 5  | 4  | 5  | 5  | 5  | 5  | 4  | 4  | 5  | 5  | 8  | 8  | 7  | 7  | 6  | 7  | 7  | 7  | 7  | 7  | 7  | 7  | 7  | 7  | 7  | 7  |
| Rayo Vallecano  | 7  | 3  | 5  | 6  | 8  | 13 | 10 | 12 | 15 | 11 | 7  | 11 | 8  | 10 | 13 | 10 | 8  | 7  | 6  | 6  | 6  | 7  | 6  | 7  | 8  | 9  | 8  | 9  | 9  | 9  | 9  | 8  | 8  | 10 | 10 | 8  | 8  | 8  |
| Sevilla         | 5  | 7  | 8  | 5  | 5  | 4  | 7  | 5  | 7  | 7  | 10 | 7  | 10 | 11 | 11 | 13 | 14 | 12 | 12 | 12 | 11 | 11 | 11 | 10 | 12 | 10 | 12 | 10 | 11 | 10 | 10 | 11 | 10 | 9  | 8  | 9  | 9  | 9  |
| Getafe          | 14 | 10 | 10 | 13 | 17 | 11 | 9  | 11 | 8  | 10 | 14 | 10 | 7  | 6  | 7  | 7  | 10 | 10 | 11 | 11 | 12 | 12 | 12 | 11 | 9  | 8  | 9  | 8  | 8  | 8  | 8  | 9  | 9  | 8  | 9  | 10 | 10 | 10 |
| Levante         | 11 | 16 | 11 | 14 | 9  | 12 | 11 | 7  | 6  | 6  | 6  | 4  | 6  | 8  | 6  | 6  | 6  | 6  | 8  | 8  | 8  | 9  | 9  | 9  | 10 | 11 | 10 | 11 | 10 | 11 | 12 | 12 | 13 | 12 | 13 | 14 | 11 | 11 |
| Athletic Bilbao | 18 | 20 | 15 | 15 | 16 | 18 | 16 | 17 | 16 | 14 | 12 | 14 | 14 | 15 | 14 | 12 | 13 | 14 | 14 | 14 | 13 | 13 | 15 | 15 | 16 | 14 | 14 | 14 | 13 | 13 | 14 | 14 | 14 | 14 | 14 | 12 | 13 | 12 |
| Espanyol        | 13 | 17 | 19 | 19 | 19 | 20 | 20 | 19 | 19 | 18 | 19 | 20 | 20 | 20 | 19 | 19 | 18 | 18 | 16 | 15 | 15 | 14 | 13 | 12 | 13 | 13 | 13 | 13 | 12 | 12 | 11 | 10 | 11 | 11 | 11 | 11 | 12 | 13 |
| Real Valladolid | 8  | 2  | 6  | 9  | 13 | 7  | 8  | 10 | 10 | 8  | 8  | 12 | 9  | 7  | 8  | 8  | 11 | 11 | 10 | 10 | 10 | 10 | 10 | 13 | 11 | 12 | 11 | 12 | 14 | 14 | 13 | 13 | 12 | 13 | 12 | 13 | 14 | 14 |
| Granada         | 15 | 15 | 18 | 18 | 18 | 17 | 15 | 16 | 17 | 19 | 16 | 17 | 18 | 18 | 18 | 17 | 15 | 17 | 17 | 16 | 17 | 16 | 14 | 14 | 15 | 16 | 16 | 16 | 16 | 16 | 17 | 17 | 16 | 15 | 16 | 15 | 15 | 15 |
| Osasuna         | 19 | 19 | 20 | 20 | 20 | 19 | 19 | 20 | 20 | 20 | 20 | 19 | 19 | 16 | 16 | 16 | 19 | 20 | 20 | 18 | 18 | 17 | 17 | 16 | 14 | 15 | 15 | 15 | 15 | 15 | 15 | 15 | 15 | 17 | 15 | 16 | 16 | 16 |
| Celta de Vigo   | 16 | 18 | 12 | 16 | 11 | 14 | 12 | 13 | 13 | 15 | 17 | 16 | 15 | 14 | 15 | 15 | 17 | 15 | 15 | 17 | 16 | 18 | 18 | 18 | 18 | 18 | 19 | 19 | 18 | 19 | 20 | 19 | 18 | 19 | 19 | 20 | 18 | 17 |
| Mallorca        | 4  | 6  | 3  | 4  | 3  | 5  | 6  | 8  | 12 | 13 | 15 | 15 | 16 | 17 | 17 | 18 | 16 | 16 | 18 | 19 | 19 | 19 | 19 | 19 | 19 | 19 | 18 | 18 | 19 | 20 | 19 | 18 | 20 | 20 | 20 | 19 | 20 | 18 |
| La Coruña       | 3  | 5  | 7  | 7  | 10 | 16 | 18 | 18 | 18 | 16 | 18 | 18 | 17 | 19 | 20 | 20 | 20 | 19 | 19 | 20 | 20 | 20 | 20 | 20 | 20 | 20 | 20 | 20 | 20 | 18 | 16 | 16 | 17 | 18 | 18 | 17 | 17 | 19 |
| Zaragoza        | 16 | 11 | 14 | 17 | 12 | 15 | 17 | 14 | 9  | 12 | 11 | 13 | 13 | 13 | 12 | 14 | 12 | 13 | 13 | 13 | 14 | 15 | 16 | 17 | 17 | 17 | 17 | 17 | 17 | 17 | 18 | 20 | 19 | 16 | 17 | 18 | 19 | 20 |

## Střelecká listina

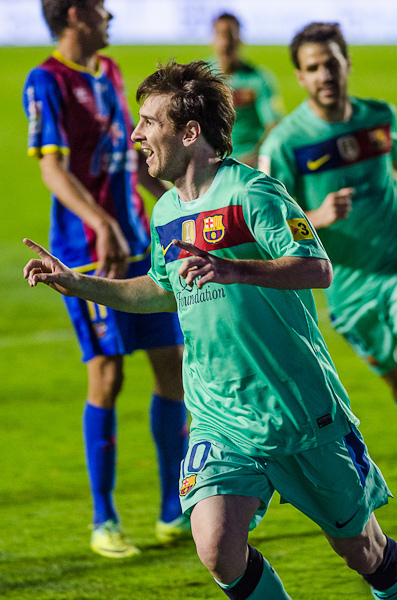
Lionel Messi, nejlepší střelec Primera División v sezoně 2012–13

Lionel Messi, Argentinec z týmu FC Barcelona, nastřílel během této sezony 46 branek, což je dělený druhý nejlepší výkon historie. Za vlastním rekordem z loňského ročníku zaostal o 4 branky.
Messi se stal nejlepším střelcem soutěže a tím také držitelem Trofeo Pichichi už potřetí v kariéře. Předtím to dokázal v sezonách 2009/10 a 2011/12. Na druhém místě skončil stejně jako v předchozí sezoně Cristiano Ronaldo z týmu Real Madrid.
| P. | Nár         | Hráč              | Tým             | Branky |
| -- | ----------- | ----------------- | --------------- | ------ |
| 1. | Argentina   | Lionel Messi      | Barcelona       | 46     |
| 2. | Portugalsko | Cristiano Ronaldo | Real Madrid     | 34     |
| 3. | Kolumbie    | Radamel Falcao    | Atlético Madrid | 28     |
| 4. | Španělsko   | Álvaro Negredo    | Sevilla         | 25     |
| 5. | Španělsko   | Roberto Soldado   | Valencia        | 24     |
| 6. | Španělsko   | Rubén Castro      | Betis Sevilla   | 18     |
| 6. | Španělsko   | Piti              | Rayo Vallecano  | 18     |
| 8. | Argentina   | Gonzalo Higuaín   | Real Madrid     | 16     |
| 9. | Španělsko   | Aritz Aduriz      | Athletic Bilbao | 14     |
| 9. | Portugalsko | Hélder Postiga    | Zaragoza        | 14     |
| 9. | Mexiko      | Carlos Vela       | Real Sociedad   | 14     |

## Vítěz
| Primera División 2012/13 FC Barcelona (22. titul) |